# Софья Петровна (повесть)
Об экранизации см. Софья Петровна (фильм)
«Со́фья Петро́вна» — повесть русской писательницы Лидии Чуковской, написанная в 1939—1940 годах и рассказывающая о сталинских репрессиях в годы Большого террора глазами обычной женщины-служащей, сына которой арестовывают и осуждают. Одно из весьма немногих художественных произведений о репрессиях, написанных непосредственно в разгар террора, а не годы спустя. Повесть была опубликована только спустя много лет после написания, сначала за границей, затем в СССР. По ней снят художественный фильм, поставлены спектакли.

## Сюжет
Ленинград, 1930-е годы. После смерти мужа, известного врача, его вдова Софья Петровна Липатова поступает на службу в крупное издательство, и вскоре становится старшей машинисткой машинописного бюро, а также членом месткома. С сыном-старшеклассником Колей она живёт в одной комнате коммунальной квартиры, ранее целиком принадлежавшей их семье. На работе Софья Петровна больше всего сближается с Наташей Фроленко, скромной некрасивой девушкой. Наташа несколько раз подавала заявление на приём в комсомол, но ей всякий раз отказывают, поскольку её отец был полковником царской армии.
Проходит несколько лет. Софья Петровна погружена в работу и общественную деятельность. Коля окончил школу и поступил в институт, где он на хорошем счету. Как отличников учёбы Колю и его товарища Алика Финкельштейна посылают работать в Свердловск, на Уралмаш, где не хватает мастеров. Вскоре Коля предлагает на заводе новый метод изготовления долбяков Феллоу, статья о нём появляется в газете «Правда», все поздравляют Софью Петровну с успехами сына.
Наступает новый, 1937 год. На ёлке для детей служащих издательства Софья Петровна узнаёт, что в городе арестовано множество врачей, в том числе доктор Кипарисов, давний коллега её покойного мужа. Волна арестов нарастает. В издательстве арестовывают сначала заведующего типографией, потом самого заведующего издательством Захарова. Внезапно из Свердловска приезжает Алик с известием, что арестован Коля. Софья Петровна на многие недели погружается в новую для неё жизнь: она каждый день ходит в тюрьму или в прокуратуру, отстаивая длинные очереди из таких же, как она, матерей или жён, разыскивающих арестованных детей или мужей. Алик и Наташа помогают ей, но про Колю ничего не удаётся узнать кроме того, что его привезли в тюрьму.
Спустя несколько месяцев Софья Петровна узнаёт, что Колю осудили на 10 лет и выслали, хотя куда именно, ей не сообщают. Тем временем отношение в издательстве к ней меняется. Наташу увольняют, а после попытки Софьи Петровны выступить на собрании в её защиту в издательской стенгазете про неё саму пишут как о «вредителе». Наташа совершает самоубийство, Алика арестовывают, Софья Петровна увольняется из издательства.
Наступает 1938 год, от Коли по-прежнему нет известий. Софья Петровна убеждена, что он может написать со дня на день, она закупает продукты и складывает в своей комнате, а также шьёт мешки, чтобы сразу послать Коле посылку. Соседи по квартире начинают поговаривать о выселении Софьи Петровны. Повредившись в уме, женщина начинает говорить знакомым, что Колю освободили и он скоро приедет. Внезапно Софья Петровна получает письмо от Коли, в котором он пишет, что его арестовали по доносу, а на допросах били, чтобы он сознался. Коля просит мать написать заявление о том, чтобы его дело пересмотрели. Софья Петровна показывает письмо Кипарисовой, которую высылают из города. Та говорит, что от заявления может быть только хуже. В замешательстве Софья Петровна возвращается домой и сжигает письмо сына.

## История создания
Повесть во многом основана на личном опыте Лидии Чуковской, муж которой, физик Матвей Бронштейн, в 1937 году был арестован, и писательница провела в тюремных очередях годы в попытках выяснить его судьбу. Сама писательница называет «Софью Петровну» «повестью о тридцать седьмом годе, написанной зимою тридцать девятого-сорокового, непосредственно после двухлетнего стояния в тюремных очередях».
История публикации повести отражена в книге Чуковской «Процесс исключения», посвящённой исключению писательницы из Союза писателей СССР. После написания в ноябре 1939 — феврале 1940 года повесть долгие годы существовала в единственном рукописном экземпляре в толстой школьной тетради. Тетрадь хранил друг Чуковской Исидор Моисеевич Гликин, погибший во время ленинградской блокады и перед смертью передавший тетрадь сестре. После войны тетрадь вернулась к Чуковской, а после XX съезда КПСС писательница дала перепечатать повесть на машинке. Её читали друзья, многие из которых высоко оценили произведение: так, Константин Паустовский говорил о том, что оно сильнее, чем «Один день Ивана Денисовича».
В 1961—1962 годах Чуковская предлагала повесть для публикации в несколько журналов (в том числе «Новый мир», «Сибирские огни», «Знамя», «Москва»), однако она не была принята. В декабре 1962 года после двух благоприятных рецензий договор на публикацию заключило издательство «Советский писатель». В январе 1963 года автору было выплачено 60 % гонорара, в марте были готовы рисунки, рукопись должна была пойти в набор. Однако в правящих кругах было принято решение о том, что литература стала слишком углубляться в «последствия культа личности», и надо говорить о достижениях, а не об ошибках советской власти. В издательстве повесть сняли с публикации, хотя в 1965 году по суду Чуковская и добилась полной выплаты гонорара.
Повесть получила распространение в самиздате и попала за границу. В 1965 году она была опубликована в издательстве «Пять континентов» в Париже под названием «Опустелый дом» и с переменой имён некоторых героев (например, «Ольга Петровна» вместо «Софья Петровна»). В 1966 повесть была опубликована в авторской версии в США в «Новом журнале» (№ 83 и 84). Она также была переведена на ряд иностранных языков. Лишь в 1988 году «Софья Петровна» была опубликована в СССР — в журнале «Нева» (№ 2, с рисунками Соломона Майофиса) и в книге, выпущенной издательством «Московский рабочий». Таким образом, на родине повесть была опубликована через 48 лет после написания.

## Отзывы
Сама Лидия Чуковская называла повесть «своей лучшей книгой», а в книге «Процесс исключения» охарактеризовала её так:

В своей повести я попыталась изобразить такую степень отравления общества ложью, какая может сравниться только с отравлением армии ядовитыми газами. В качестве главной героини я избрала не сестру, не жену, не возлюбленную, не друга, а символ преданности — мать. Моя Софья Петровна теряет единственного сына. В нарочито искаженной действительности все чувства искажены, даже материнское, — вот моя мысль.

По словам писательницы, «Софья Петровна делает попытку верить одновременно и прокурору и сыну, и от этой попытки повреждается в уме»: «несчастная, рехнувшаяся Софья Петровна отнюдь не лирическая героиня; для меня это обобщенный образ тех, кто всерьез верил в разумность и справедливость происходившего». Аналогично, Павел Нерлер пишет о том, что Софья Петровна — «это собирательный образ одураченного, нравственно оскоплённого человека — простого, изначально порядочного, нормального, но поставленного в нечеловеческие условия существования».
Дмитрий Быков говорит об уникальности повести, называя её «вечным документом, потрясающим портретом эпохи» и «единственным прямым репортажем из террора». Он также отмечает, что «самое ценное» в повести Чуковской, помимо того, что это «прямой репортаж», — то, что «это вещь, написанная о представителе большинства». Таких текстов, по мнению Быкова, в русской литературе два, и второй — это «Один день Ивана Денисовича». «Главный моральный вопрос» произведения критик формулирует так:

Каким образом морального, нормального, вменяемого человека, который был воспитан в традиционной этике, оказалось так легко превратить в раба? И вот здесь Чуковская делает страшный вывод, который очень актуален для XX века: в XX веке мало быть человеком. Человек в XX веке поразительно легко становится скотиной. В XX веке от человека, если он хочет сохраниться, требуются свехчеловеческие качества, прежде всего, готовность противостоять большинству…

## Адаптации
В 1989 году в СССР режиссёром Аркадием Сиренко был снят одноимённый фильм по повести; в заглавной роли выступила Анна Каменкова.
Спектакли по повести ставились в российских театрах, в том числе Новосибирском театре «Глобус» (2000, режиссёр-постановщик Вениамин Фильштинский) и в Саратовском академическом театре драмы (2011, режиссёр-постановщик Марина Глуховская).